# Portrait de la duchesse d'Alba en noir
Ne doit pas être confondu avec Portrait de la duchesse d'Alba en blanc du même artiste.
Le Portrait de la duchesse d’Alba est une huile sur toile de Francisco de Goya réalisée en 1797. Il représente María Cayetana de Silva, 13e duchesse d’Alba âgée de trente-cinq ans. La toile est conservée à New York par la société hispanique d’Amérique,.

## Analyse
Ce portrait fut réalisé en 1797. 
La duchesse est âgée de 35 ans, l’année suivant la mort de son mari. Elle porte donc une mantille noire, marque du deuil. Son majeur pointe le sol où est écrit « solo goya » (seul Goya). Elle porte deux alliances, l’une où est gravé « Alba » l’autre où figure « Goya ». L’inscription « solo » était initialement cachée, mais réapparut après restauration 
Cette œuvre est l’une des multiples peintures que Goya fit de la duchesse.
Lorsqu’elle se retira dans sa résidence après le décès de son époux, l’année précédente  pour le deuil, Goya la suivit et en réalisa un grand nombre de peintures et de croquis.
Deux ans plus tôt, Goya avait peint le Portrait de la duchesse d'Alba en blanc où son modèle prenait déjà une pose similaire à celle de ce portrait. 